# Starzyna II
Starzyna II – dawna kolonia. Tereny na których leżała znajdują się obecnie na Białorusi, w obwodzie mińskim, w rejonie miadzielskim, w sielsowiecie Słoboda.

## Historia
W czasach zaborów w gminie Żośna, w powiecie wilejskim, w guberni wileńskiej Imperium Rosyjskiego.
W latach 1921–1945 kolonia leżała w Polsce, w województwie wileńskim, w powiecie duniłowickim, od 1926 w powiecie postawskim, w gminie Żośno.
Według Powszechnego Spisu Ludności z 1921 roku zamieszkiwało tu 8 osób, wszystkie były wyznania prawosławnego i zadeklarowały białoruską polską przynależność narodową. Były tu 2 budynki mieszkalne. W 1931 w 1 domu zamieszkiwało 7 osób.
Wierni należeli do parafii rzymskokatolickiej w Wesołusze i prawosławnej w Żośnie. Miejscowość podlegała pod Sąd Grodzki w Miadziole i Okręgowy w Wilnie; właściwy urząd pocztowy mieścił się w Słobodzie Żośniańskiej.